# World of Food

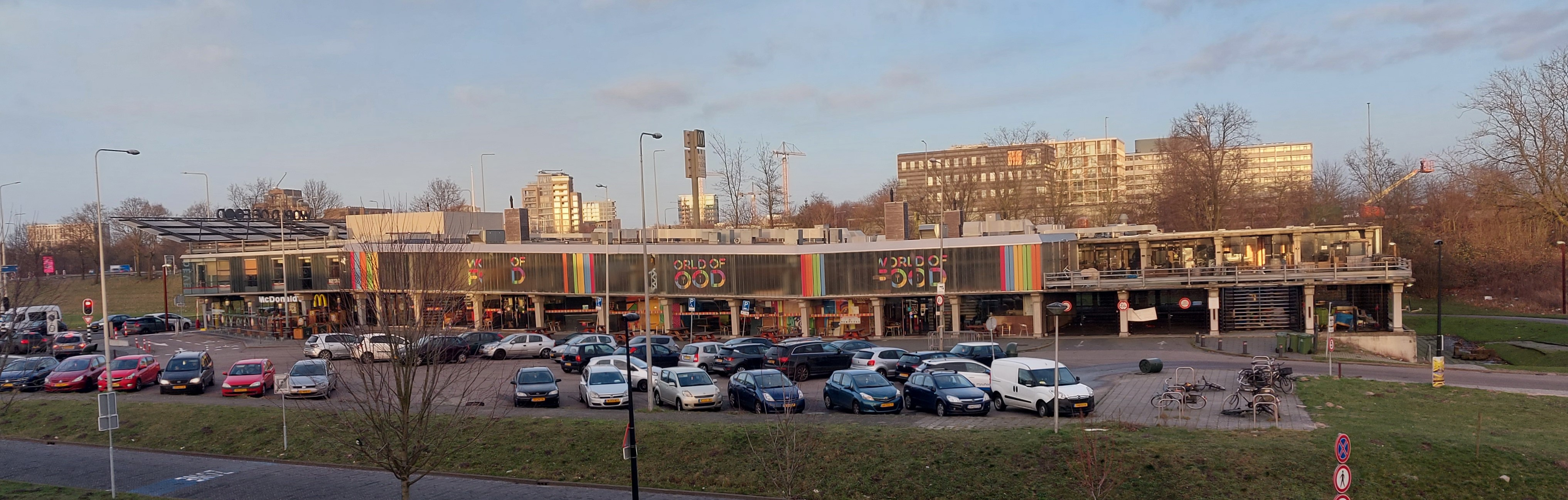
Voorkant World of Food

World of Food is een multiculturele foodhall gelegen aan de Daalwijkdreef in Amsterdam-Zuidoost. Het is een populaire bestemming voor liefhebbers van gastronomie en reizigers die een verscheidenheid aan culinaire tradities willen proeven, dankzij de diverse selectie van internationale straatvoedsel onder één dak.
World of Food onderscheidt zich als een van de meest culture diverse foodhallen in Nederland. Het biedt bezoekers de mogelijkheid om een verscheidenheid aan wereldsmaken te proeven, met een aanbod van straatvoedsel van over de hele wereld. World of Food dient ook als een plaats voor het bevorderen van betekenisvolle verbindingen en het verbreden van horizonnen. Deze initiatieven helpen culturele kloven te overbruggen en het begrip tussen diverse gemeenschappen te bevorderen.

## Geschiedenis

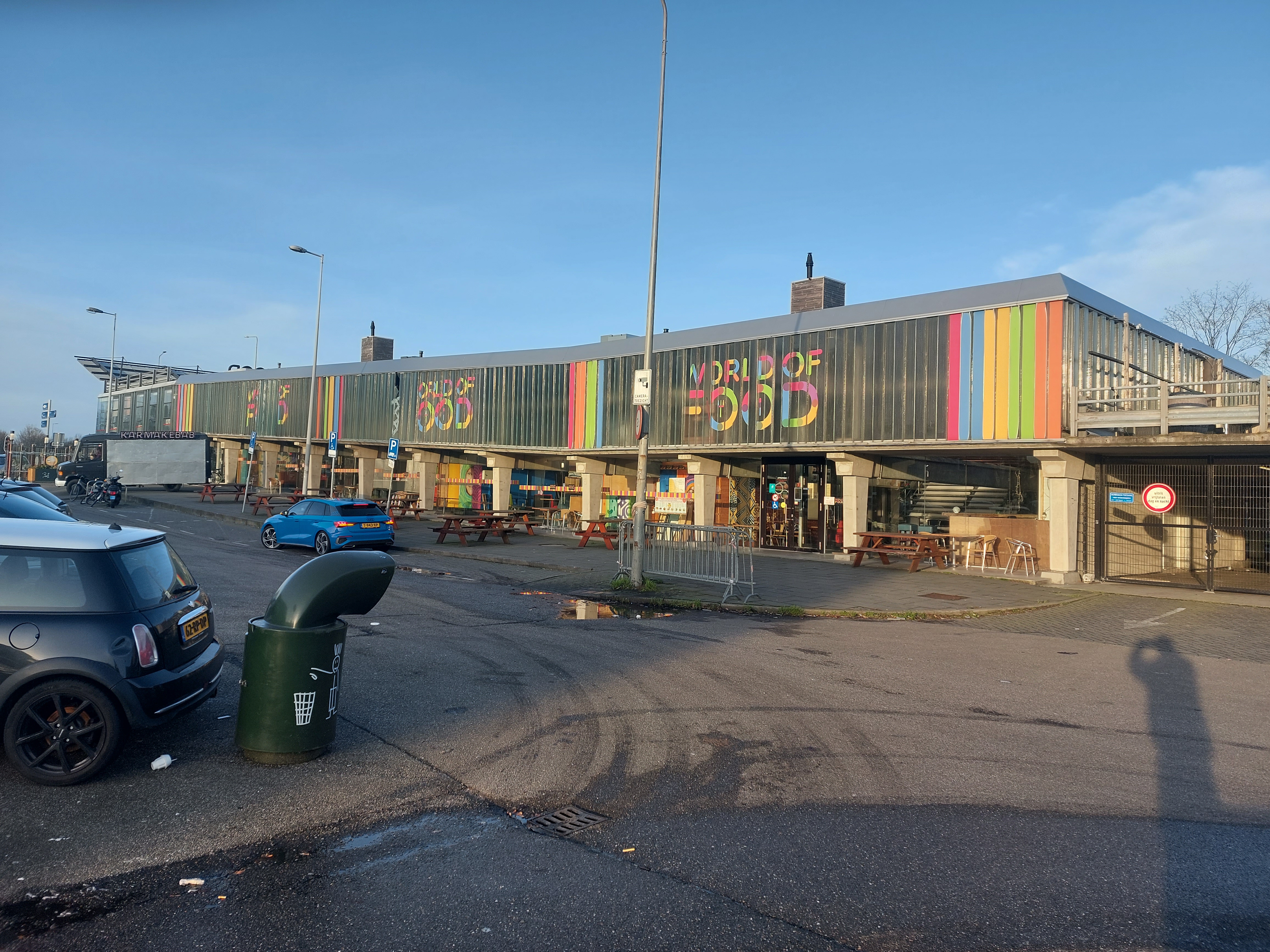
Zijkant World of Food

Het concept ontstond uit de ambitie van het district Zuidoost om culinair ondernemerschap te bevorderen en een platform te bieden voor de multiculturele keuken van Zuidoost. In 2010 begonnen de gesprekken met de architecten Ted Schulten en Harvey Otten, samen met projectontwikkelaar Lingotto, om deze visie in werkelijkheid om te zetten. Dit leidde tot de revitalisatie van de Develstein-parkeergarage tot foodhall.
Het project ontving financiering van het Europees Fonds voor Regionale Ontwikkeling.

## toekomst
Sinds januari 2023 is de toekomst van World of Food onzeker. Plannen voor de sloop van de voormalige Develstein-parkeergarage werden aangekondigd. Hoewel de eerste gesprekken oktober noemden, is de exacte tijdlijn nog steeds onderhevig aan verandering. Deze ontwikkeling kwam als een schok voor de verkopers en verkopers die hun passie en inspanningen hadden geïnvesteerd om de foodhall tot een succes te maken.
Ondanks deze uitdagingen gingen de gesprekken door tussen ontwikkelaar Lingotto en het district Zuidoost over de mogelijkheid dat sommige verkopers terugkeren naar de locatie na herontwikkeling. In december 2023 is het World of Food gesloten. De sloop van het gebouw is gestart in september 2024 waarna wordt begonnen op dezelfde plek met de bouw van het nieuwe World of Food en 351 bovengelegen woningen dat naar verwachting in 2027 gereed komt.
Er zijn echter zorgen over de haalbaarheid van deze overgang en de potentiële impact op het levensonderhoud van de verkopers. Het district Zuidoost streeft ernaar om het merk World of Food levend te houden, zelfs als de huidige fysieke locatie ophoudt te bestaan. Plannen omvatten het organiseren van culinaire evenementen en het verkennen van online opties voor het bestellen en leveren van maaltijden. Het district blijft zich inzetten voor het promoten van het rijke culinaire erfgoed van Zuidoost.
Ondanks de uitdagingen van de afgelopen jaren heeft World of Food Amsterdam een positieve impact gehad op het culinaire landschap van Amsterdam Zuidoost, door diverse smaken en culturen samen te brengen in een levendige culinaire gemeenschap.